# Armero
Armero ist eine Gemeinde (municipio) im Departamento del Tolima in Kolumbien. Der ehemalige Hauptort Armero wurde am 13. November 1985 durch eine Schlammlawine nahezu vollständig ausgelöscht. Etwa 25.000 Menschen fanden bei dieser Katastrophe den Tod, einige Schätzungen gehen sogar von 31.000 Opfern aus. 
Der Hauptort der Gemeinde (cabecera municipal) wurde das nahegelegene Guayabal, das heute Armero Guayabal heißt. Die Gemeinde (municipio) heißt weiterhin Armero.

## Geographie
Armero liegt im Nordosten von Tolima in der Provinz Norte auf einer Höhe von 500 Metern etwa 95 km von Ibagué entfernt und hat eine Jahresdurchschnittstemperatur von 28 °C. Die Gemeinde grenzt im Norden an Honda und Mariquita, im Osten an Guaduas, Chaguaní und San Juan de Rioseco im Departamento de Cundinamarca, im Süden an Ambalema und Lérida und im Westen an Líbano, Villahermosa und Falan.
Die Ruinen von Armero liegen nordwestlich der Hauptstadt Bogotá an der Schnellstraße von Bogotá nach Manizales. Armero war vor seiner Zerstörung eine wichtige Handelsstadt und wurde auf Grund der spanischen Kolonialarchitektur Ciudad blanca (weiße Stadt) genannt. Heute erinnern nur noch eine Tankstelle und die Überreste einiger Gebäude daran, dass hier einmal eine pulsierende Stadt gelegen hat.

## Bevölkerung
Die Gemeinde Armero hat heute 11.490 Einwohner, von denen 8181 in Armero Guayabal leben (Stand: 2019).

## Die Tragödie von Armero
Am 13. November 1985 erschütterte 70 km westlich der Stadt eine Eruption den schnee- und gletscherbedeckten Gipfel des Vulkans Nevado del Ruiz. Die ausströmende Lava brachte die 25 Quadratkilometer große Eiskappe der Gipfelregion zum Schmelzen. Heiße Lava, glühende Asche, Schmelzwasser und Schlamm bahnten sich ungebremst mit einer Geschwindigkeit von 40 bis zu 60 km/h im Flusstal des Río Lagunilla ihren Weg zur Stadt Armero. Die heiße Schlammlawine nahm auf ihrem Weg Geröll und Sand des Flussbettes mit, so dass sich eine Flutwelle („Lahar“) von großer Dichte und einem gigantischen Ausmaß von 40 Meter Dicke über die Stadt ergoss und sie knapp zweieinhalb Stunden nach dem Ausbruch unter sich begrub. Bekanntestes Opfer des Ausbruchs war das Mädchen Omayra Sánchez.

## Wirtschaft
Der wichtigste Wirtschaftszweig von Armero ist heute die Landwirtschaft. Es werden insbesondere Reis, Baumwolle, Sorghumhirsen und Mais angebaut.

## Söhne und Töchter der Gemeinde
- Lester Francel (1950–2021), Gewichtheber